# Hunteria zeylanica
Hunteria zeylanica är en oleanderväxtart som först beskrevs av Anders Jahan Retzius, och fick sitt nu gällande namn av George Gardner och George Henry Kendrick Thwaites. Hunteria zeylanica ingår i släktet Hunteria och familjen oleanderväxter. Inga underarter finns listade i Catalogue of Life.